# Nova Itaberaba
Nova Itaberaba is een gemeente in de Braziliaanse deelstaat Santa Catarina. De gemeente telt 4.222 inwoners (schatting 2009).